# Ilha Emerald
A Ilha Emerald é uma ilha desabitada pertencente às Ilhas da Rainha Isabel, no Arquipélago Ártico Canadiano, nos Territórios do Noroeste, Canadá. Fica junto do estreito de Fitzwilliam e tem 549 km2 de área, 36 km de comprimento e 22 km de largura.